# Mielnikowo (Udmurcja)
Mielnikowo (ros. Мельниково) – wieś (sieło) w Rosji, w Udmurcji, w rejonie możgińskim. W 2010 liczyła 320 mieszkańców.